# Get Ready for This
Singles de 2 Unlimited
Twilight Zone
(1994)
Get Ready for This est une chanson enregistrée par le groupe 2 Unlimited d'Eurodance.

## Historique
En 1990, les producteurs Phil Wilde et Jean-Paul de Coster, fort de leur succès avec AB Logic, cherchent une nouvelle manière de faire connaître leurs chansons. 2 Unlimited est créé lorsque Wilde et DeCoster sont présentés par Marvin D. au rappeur Ray Slijngaard (en) et à la chanteuse Anita Doth.

## Lancement et réception
Get Ready for This est lancée en septembre 1991 comme premier single de l'album Get Ready!.
La chanson obtient un succès immédiat à travers l'Europe ainsi que dans certains pays tels l'Australie et les États-Unis, où il atteint la 14e position au Hot Dance Club Play, la 17e au Top 40 Mainstream et la 38e au Billboard Hot 100.

## Diffusion

### Sports
La chanson est l'une des chansons les plus jouées dans les événements sportifs à travers le monde. 
Elle est également la chanson d'ouverture pour les Packers de Green Bay lors du Super Bowl XLV, ainsi que, à une certaine époque, celle de deux équipes de la NBA : le Magic d'Orlando et les Spurs de San Antonio. Elle a joué le même rôle pour plusieurs équipes de la Ligue majeure de baseball telles les Indians de Cleveland, les Rockies du Colorado, les Astros de Houston, les Marlins de Miami, les Yankees de New York, les Phillies de Philadelphie, les Pirates de Pittsburgh et les Padres de San Diego, ainsi que pour de équipe de la Ligue nationale de hockey telles les Canadiens de Montréal et les Sharks de San José. Toujours au hockey sur glace, elle a été la musique jouée lors des buts marqués par les Red Wings de Détroit et les Maple Leafs de Toronto.

### Cinéma
La chanson apparaît dans les films Space Jam, Bring It On, Happy Gilmore, L'Île des Miam-nimaux : Tempête de boulettes géantes 2 et La Grande Aventure Lego. À la télévision, elle est jouée dans les séries Moesha, Friends (saison 3, épisode 9 : The One With The Football), ainsi que dans des publicités et bandes-annonces telles celle du film Good Burger. Sa grande utilisation dans les événements sportifs est parodiée dans Beavis et Butt-Head alors que Beavis demande s'ils visionnent un match de football américain lorsque le clip de la chanson est diffusé. La chanson est également jouée dans Comment manger 10 vers de terre en une journée et est la première chanson diffusée par Radio Disney. 

## Palmarès
| Palmarès (1991–92)                              | Position maximale |
| ----------------------------------------------- | ----------------- |
| Australie (ARIA)                                | 2                 |
| Belgique (Flandre Ultratop 50 Singles)          | 8                 |
| Belgique (VRT Top 30 Flandre)                   | 9                 |
| Canada (Dance/Urban)                            | 6                 |
| Finlande (Suomen virallinen lista)              | 28                |
| Pays-Bas (Nederlandse Top 40)                   | 10                |
| Pays-Bas (Single Top 100)                       | 10                |
| Nouvelle-Zélande (RMNZ)                         | 50                |
| Espagne (AFYVE)                                 | 2                 |
| Suède (Sverigetopplistan)                       | 36                |
| Royaume-Uni (UK Singles Chart)                  | 2                 |
| US Billboard Hot 100                            | 38                |
| US Billboard Hot Dance Club Play                | 14                |
| US Billboard Hot Dance Music/Maxi-Singles Sales | 32                |
| US Billboard Rhythmic Top 40                    | 36                |
| US Billboard Top 40 Mainstream                  | 17                |
| US Cash Box                                     | 68                |

| Palmarès (1991)                      | Position maximale |
| ------------------------------------ | ----------------- |
| Belgique (Ultratop 50 Flandre)       | 8                 |
| UK Singles (Official Charts Company) | 10                |

| Palmarès (1992)           | Position maximale |
| ------------------------- | ----------------- |
| Australie (ARIA)          | 28                |
| Pays-Bas (Single Top 100) | 95                |